# Magdalene Hoff
Magdalene Hoff (ur. 29 grudnia 1940 w Hagen, zm. 29 marca 2017) – niemiecka polityk, posłanka do Parlamentu Europejskiego I, II, III, IV i V kadencji (1979–2004).

## Życiorys
Kształciła się w szkole budowlanej, następnie w studium inżynierskim w Hagen. Pracowała jako szkoleniowiec z zakresu bezpieczeństwa i zapobiegania wypadkom przy pracy. W 1971 wstąpiła do Socjaldemokratycznej Partii Niemiec. W drugiej połowie lat 70. była radną miejską w Hagen. Zasiadała w regionalnych władzach SPD, kierowała też jedną z partyjnych organizacji kobiecych.
W 1979, 1984, 1989, 1994 i 1999 z listy SPD uzyskiwała mandat deputowanej do Parlamentu Europejskiego. Była m.in. członkinią grupy socjalistycznej (od 1994 do 1997 jej wiceprzewodniczącą), a także wiceprzewodniczącą Europarlamentu w latach 1997–1999. Pracowała w Komisji ds. Gospodarczych i Walutowych oraz Polityki Przemysłowej, a później w Komisji Spraw Zagranicznych, Praw Człowieka, Wspólnego Bezpieczeństwa i Polityki Obronnej. W PE zasiadała do 2004.